# قلعة جبلة ومدرجها

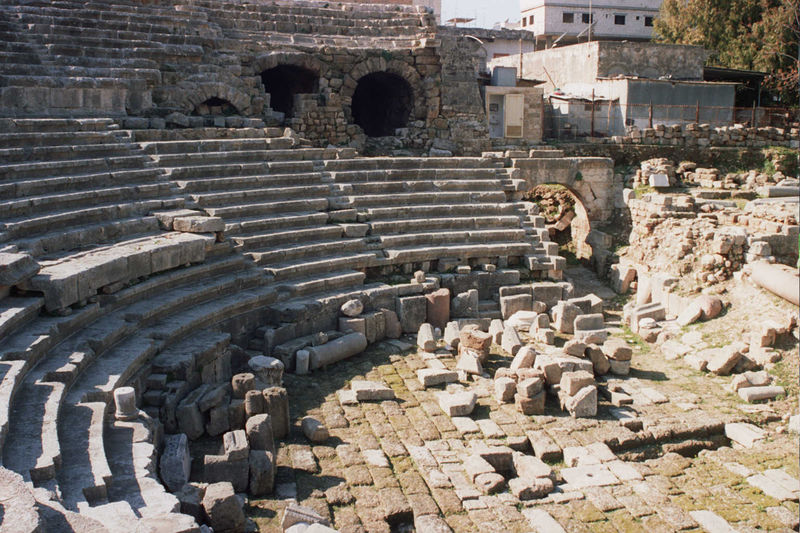
مدرج جبلة

مدرج جبلة هو بناء أثري ومسرح روماني يقع في مدينة جبلة السورية على شاطئ البحر المتوسط.
يُعد المسرح الروماني في "جبلة" واحداً من ثمانية مسارح أثرية تم اكتشافها في سورية ويحتل المركز الثاني بينها من حيث استيعابه للجمهور وسلامة بنائه، يقع وسط مدينة "جبلة" الحديثة وفي الجهة الشرقية للمدينة القديمة بمجاورة السور الروماني أي بطريقة مشابهة لموقع مسرحي "بصرى وجرش".

## التاريخ

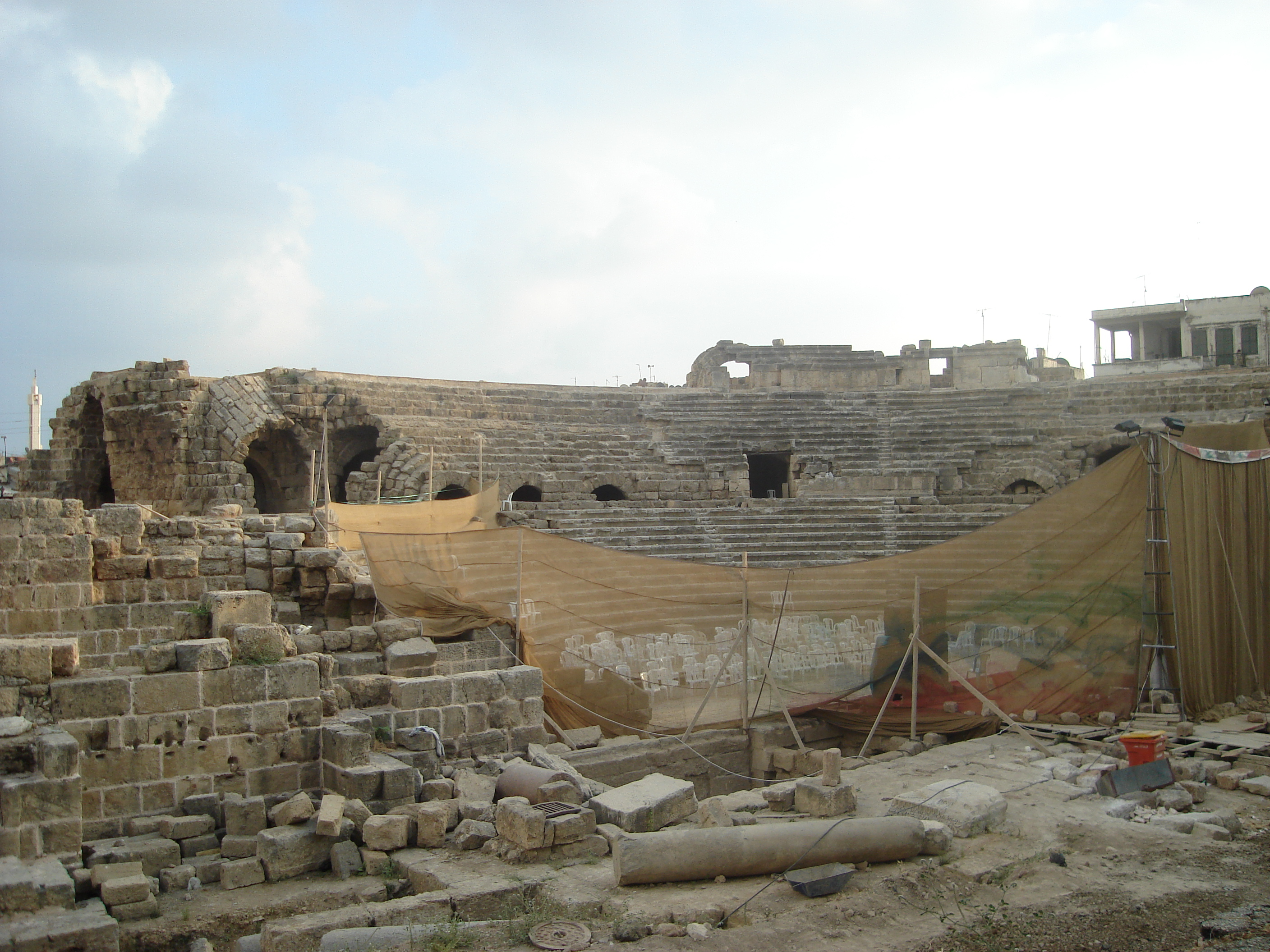
مدرج جبلة المدرج الأثري والاستعداد لمهرجان جبلة الثقافي.

يُرجَّح تاريخ بناء المدرَّج إلى القرن الثاني أو الأول الميلادي.

## البناء
الركائز من الحجر الكلسي مثل مسرح تدمر وعَمّان بالأضافة إلى أعمدة الرخام والمرمر القادم من صور ومصر,

## التقسيم
له شكل دائري قطره 90 متراً ويتألف من قناطر تحمل 35 صفاً من المقاعد الحجرية تحيط بالمدرج وتحت مقاعده على شكل نصف دائرة دهليز واسع يبلغ عرضه أربعة أمتار.